# Coats (Kansas)
Coats – miasto w Stanach Zjednoczonych, w stanie Kansas, w hrabstwie Pratt.